# Oxyethira itascae
Oxyethira itascae är en nattsländeart som beskrevs av Monson och Ralph W. Holzenthal 1993. Oxyethira itascae ingår i släktet Oxyethira och familjen smånattsländor. Inga underarter finns listade i Catalogue of Life.